# Gare de Lavilletertre
La gare de Lavilletertre est une gare ferroviaire française de la ligne de Saint-Denis à Dieppe, située sur le territoire de la commune de Lavilletertre, dans le département de l'Oise en région Hauts-de-France.
C'est une gare SNCF desservie par les trains du réseau Transilien Paris Saint-Lazare (ligne J).

## Situation ferroviaire
Établie à 102 m d'altitude, la gare de Lavilletertre se situe au point kilométrique (PK) 52,424 de la ligne de Saint-Denis à Dieppe entre les gares de Chars et de Liancourt-Saint-Pierre.

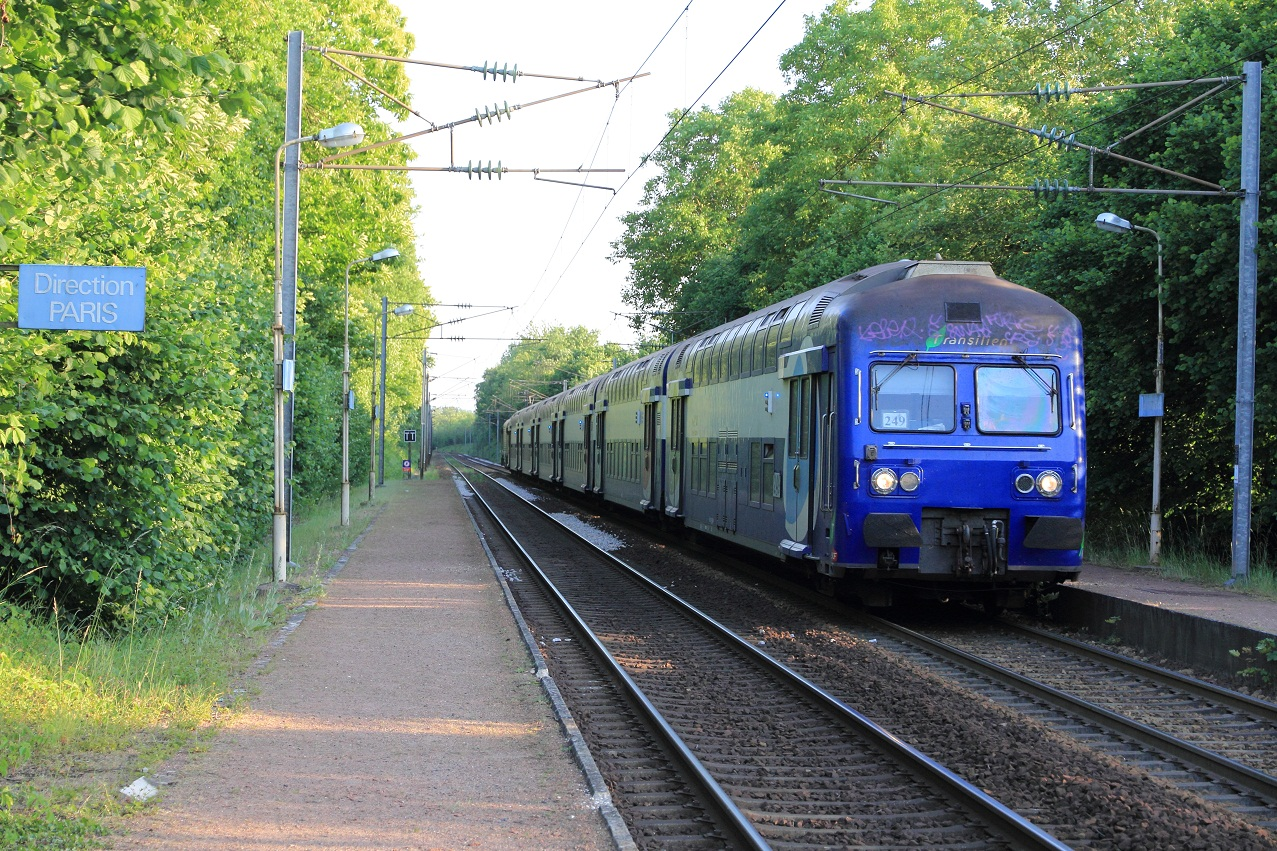
Arrivée d'un train en provenance de Paris en 2011.

## Fréquentation
De 2015 à 2022, selon les estimations de la SNCF, la fréquentation annuelle de la gare s'élève aux nombres indiqués dans le tableau ci-dessous.
| Année     | 2015   | 2016   | 2017   | 2018   | 2019   | 2020  | 2021   | 2022   | 2023   |
| --------- | ------ | ------ | ------ | ------ | ------ | ----- | ------ | ------ | ------ |
| Voyageurs | 20 267 | 19 806 | 16 843 | 13 502 | 11 988 | 8 309 | 14 420 | 16 310 | 16 787 |

## Service des voyageurs

### Desserte
La gare est desservie par les trains du réseau Transilien Paris Saint-Lazare (ligne J), à raison d'un train toutes les deux heures aux heures creuses et d'un train toutes les 45 minutes environ aux heures de pointe.

### Intermodalité
La gare n'est desservie par aucun transport en commun.

## Galerie de photos et de vidéos

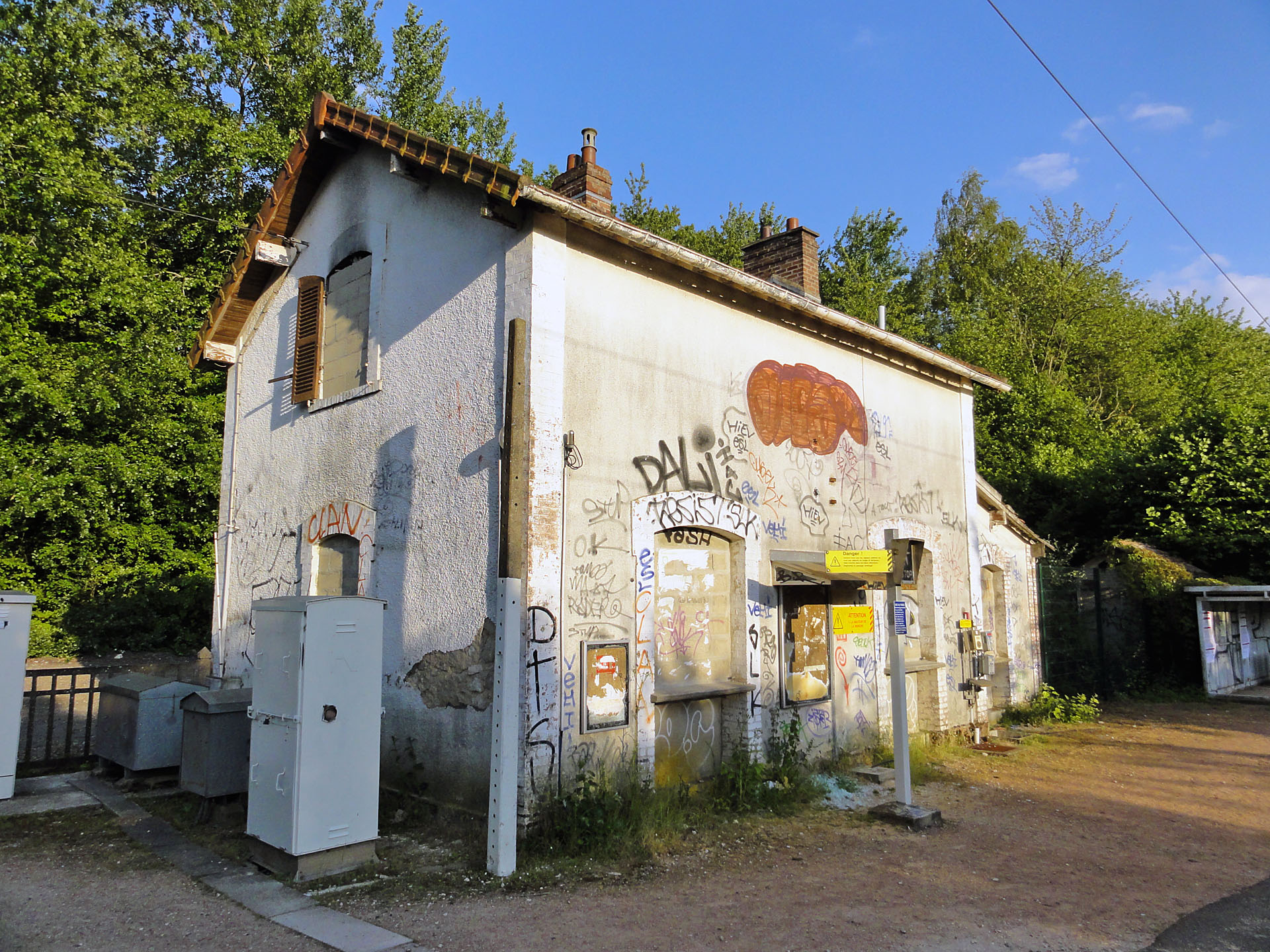
Le bâtiment des voyageurs, fermé et muré, côté voies.
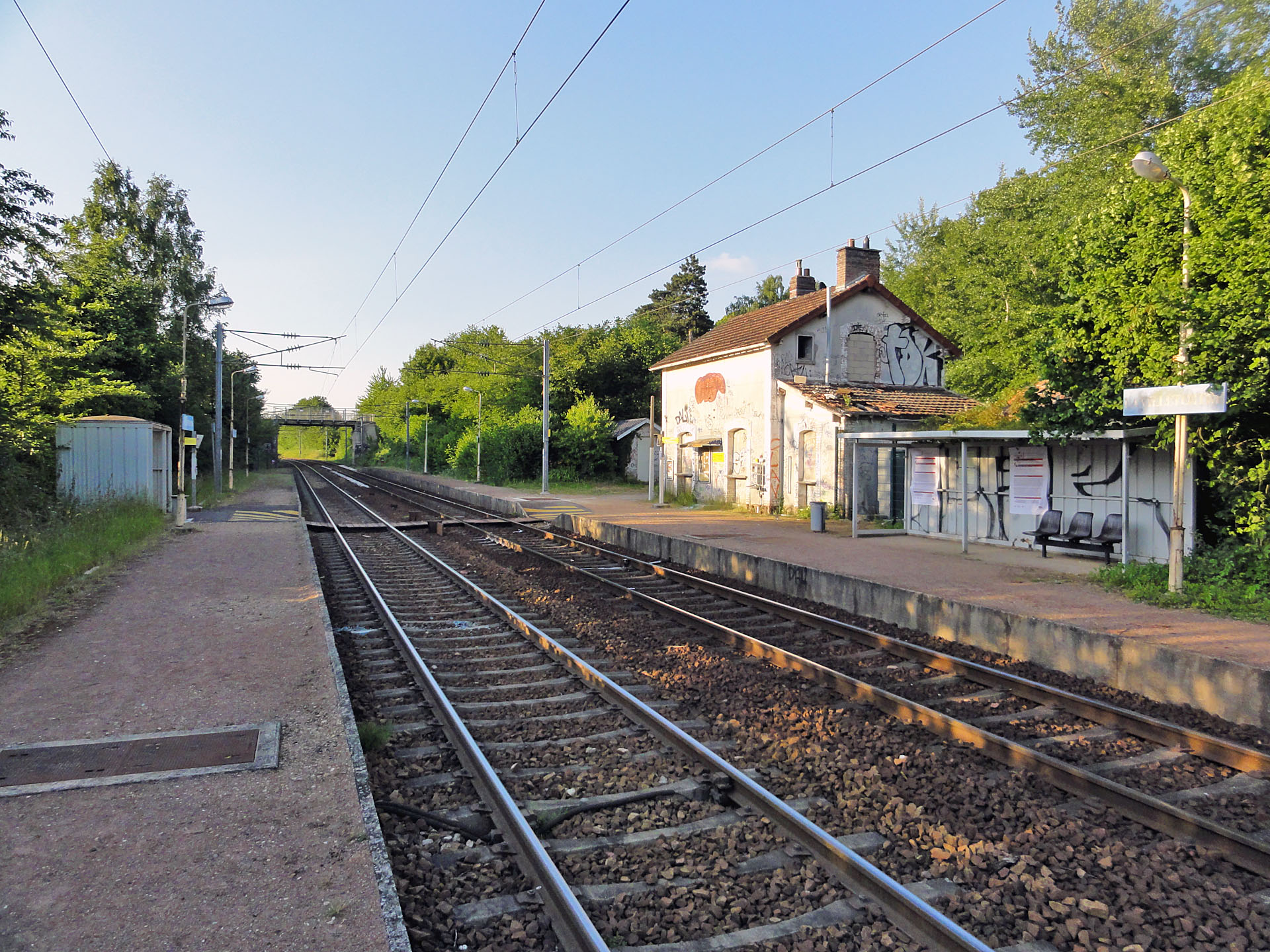
Les quais en direction de Gisors.
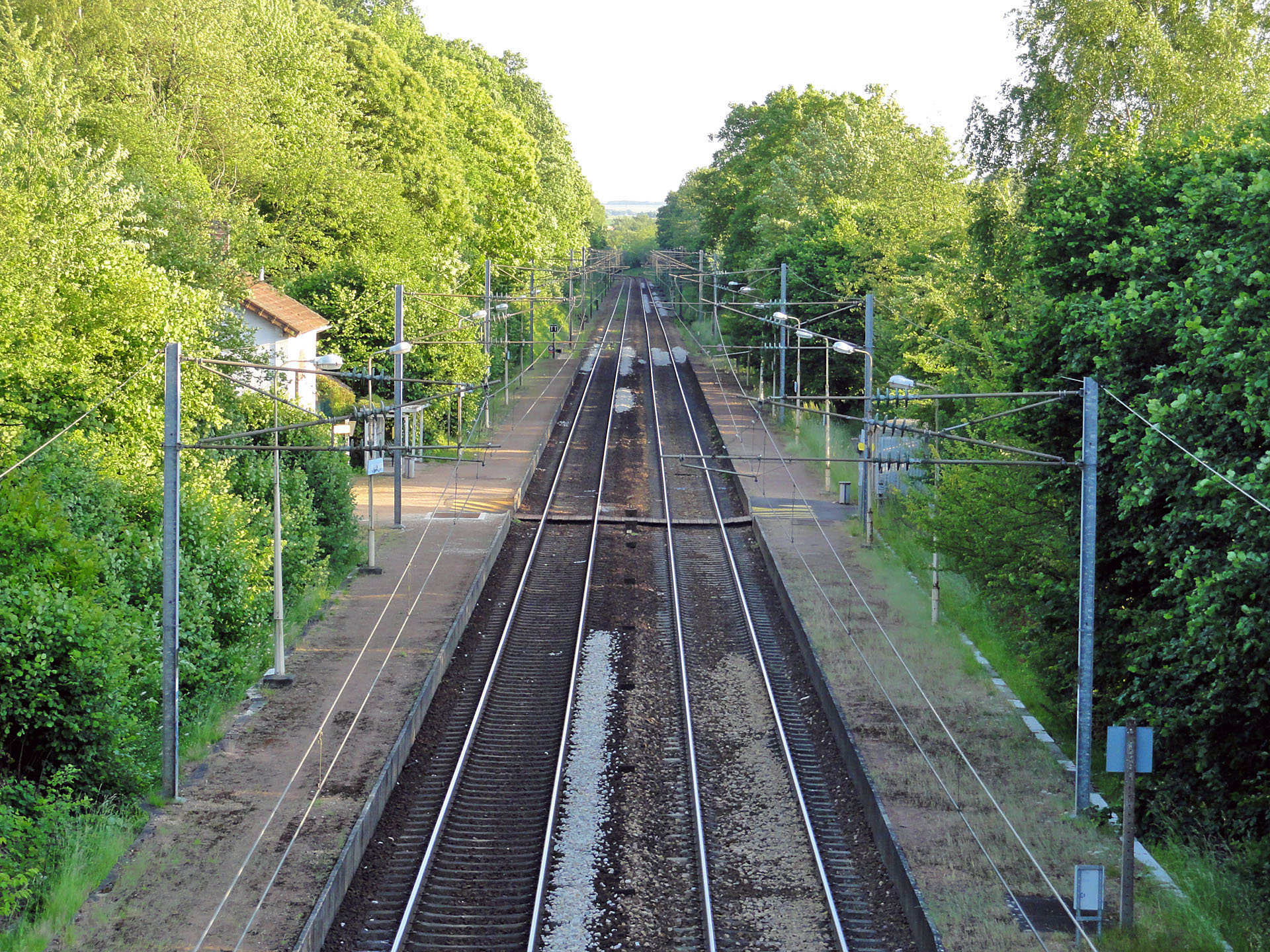
Vue d'ensemble des quais en direction de Paris.
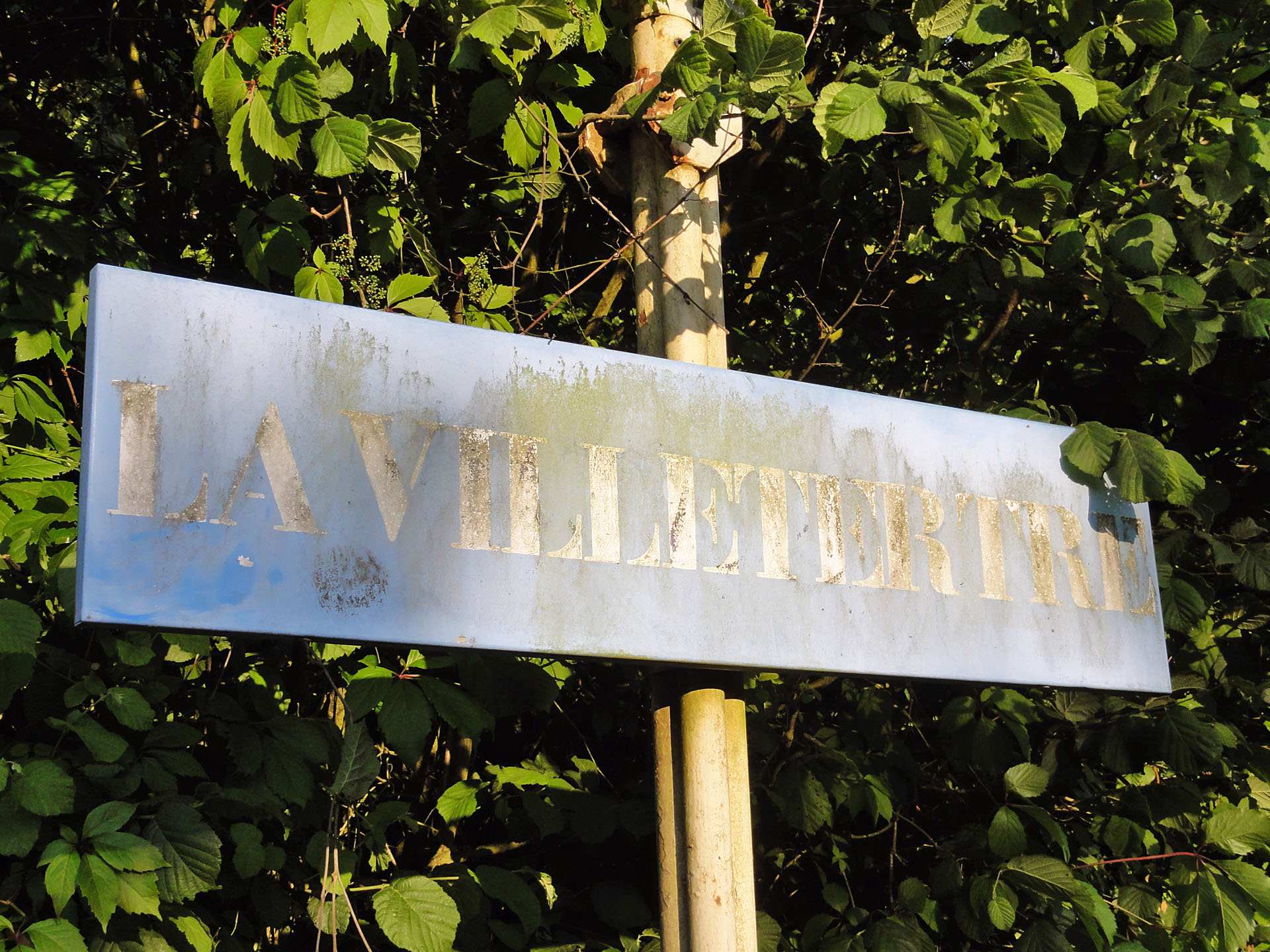
Signalétique de la gare.
- Arrivée d'une rame VB 2N en gare.